# Eugongbusaurus
"Eugongbusaurus" là một tên không chính thức (nomen nudum) được đặt cho một chi khủng long sống cách nay 160 tới 155 triệu năm, vào thời kỳ Jura muộn. 